# Знаки почтовой оплаты Украины (2006)
Знаки почтовой оплаты Украины (2006) — перечень (каталог) знаков почтовой оплаты (почтовых марок), введённых в обращение почтой Украины в 2006 году.
В 2006 году было выпущено 63 памятные (коммеморативные) почтовые марки и сувенирный марочный лист стандартных марок марок пятого и шестого выпуска. Тематика коммеморативных марок охватывала юбилеи выдающихся деятелей культуры, памятники архитектуры Украины, знаменательные даты, виды представителей фауны и флоры и другие сюжеты.
Все почтовые марки, введённые в обращение почтой Украины в 2006 году, напечатаны государственным предприятием «Полиграфический комбинат „Украина“».

## Список коммеморативных марок
Порядок следования элементов в таблице соответствует номеру по каталогу марок Украины на официальном сайте Укрпочты (укр. КМД УДППЗ «Укрпошта»), в скобках приведены номера по каталогу «Михель».
| № по каталогу | Изображение | Описание и источники | Номинал          | Дата выпуска          | Тираж   | Художник                                  |
| --- | ----------- | --- | ---------------- | --------------------- | ------- | ----------------------------------------- |
| № 706 (Mi #766C) № 707 (Mi #767C) |             | Блок №53: «50 років першим маркам „Європа“ 1956—2006» (СЕРТ). с укр. — «Блок „50 лет первым маркам «Европа» 1956—2006“». | 1,30 2,50 гривны | 5 января 2006 года    | 570 000 | Алексей Харук Сергей Харук                |
| № 706 (Mi #766) № 707 (Mi #767) |             | Зчіпка «50 років першим маркам „Європа“ 1956—2006» (СЕРТ). с укр. — «Сцепка „50 лет первым маркам «Европа» 1956—2006“». | 1,30 2,50 гривны | 5 января 2006 года    | 630 000 | Алексей Харук Сергей Харук                |
| № 708 (Mi #768) |             | Олег Антонов (1906—1984). с укр. — «Олег Антонов (1906—1984)». | 0,70 гривны      | 7 февраля 2006 года   | 160 000 | Василий Василенко                         |
| № 709 (Mi #769) |             | Георгій Нарбут (1886—1920). с укр. — «Георгий Нарбут (1886—1920)». | 3,33 гривны      | 10 марта 2006 года    | 300 000 | Владимир Таран                            |
| № 710 (Mi #770) № 711 (Mi #771) № 712 (Mi #772) № 713 (Mi #773) № 714 (Mi #774) № 715 (Mi #775) № 716 (Mi #776) № 717 (Mi #777) № 718 (Mi #778) № 719 (Mi #779) № 720 (Mi #780) № 721 (Mi #781) |             | Марковий аркуш «Традиційні головні убори українських жінок». с укр. — «Марочный лист „Традиционные головные уборы украинских женщин“». | 0,70 гривны      | 30 марта 2006 года    | 160 000 | Василий Василенко                         |
| № 710 (Mi #770) |             | «Традиційні головні убори українських жінок»: Убрус та хутряна шапка. Київська Русь, XI—XIV ст. с укр. — «Традиционные головные уборы украинских женщин: - Убрус и меховая шапка (Киевская Русь, XI—XIV век)». | 0,70 гривны      | 30 марта 2006 года    | 160 000 | Василий Василенко                         |
| № 711 (Mi #771) |             | «Традиційні головні убори українських жінок»: Хустки. Київщина, ХІХ — поч. ХХ ст. с укр. — «Традиционные головные уборы украинских женщин: - Платки (Киевщина, ХІХ — начало XX века)». | 0,70 гривны      | 30 марта 2006 года    | 160 000 | Василий Василенко                         |
| № 712 (Mi #772) |             | «Традиційні головні убори українських жінок»: Намітка. Західне Полісся, XVIII — поч. ХХ ст. с укр. — «Традиционные головные уборы украинских женщин: - Намётка (Западное Полесье, XVIII — начало XX века)». | 0,70 гривны      | 30 марта 2006 года    | 160 000 | Василий Василенко                         |
| № 713 (Mi #773) |             | «Традиційні головні убори українських жінок»: Вінок. Полтавщина, ХІХ — поч. ХХ ст. с укр. — «Традиционные головные уборы украинских женщин: - Венок (Полтавщина, ХІХ — начало XX века)». | 0,70 гривны      | 30 марта 2006 года    | 160 000 | Василий Василенко                         |
| № 714 (Mi #774) |             | «Традиційні головні убори українських жінок»: Хустка. Гуцульщина, кінець ХІХ — поч. ХХ ст. с укр. — «Традиционные головные уборы украинских женщин: - Платок (Гуцульщина, ХІХ — начало XX века)». | 0,70 гривны      | 30 марта 2006 года    | 160 000 | Василий Василенко                         |
| № 715 (Mi #775) |             | «Традиційні головні убори українських жінок»: Кода. Буковина, кінець ХІХ — поч. ХХ ст. с укр. — «Традиционные головные уборы украинских женщин: - Кода (Буковина, конец ХІХ — начало XX века)». | 0,70 гривны      | 30 марта 2006 года    | 160 000 | Василий Василенко                         |
| № 716 (Mi #776) |             | «Традиційні головні убори українських жінок»: Хустка. Центральна Україна, ХХ ст. с укр. — «Традиционные головные уборы украинских женщин: - Платок (Центральная Украина, XX век)». | 0,70 гривны      | 30 марта 2006 года    | 160 000 | Василий Василенко                         |
| № 717 (Mi #777) |             | «Традиційні головні убори українських жінок»: Очіпок. Полтавщина, ХІХ — поч. ХХ ст. с укр. — «Традиционные головные уборы украинских женщин: - Повойник (Полтавщина, ХІХ — начало XX века)». | 0,70 гривны      | 30 марта 2006 года    | 160 000 | Василий Василенко                         |
| № 718 (Mi #778) |             | «Традиційні головні убори українських жінок»: Намітка. Гуцульщина, XVIII — XIX ст. с укр. — «Традиционные головные уборы украинских женщин: - Намётка (Гуцульщина, XVIII — XIX век)». | 0,70 гривны      | 30 марта 2006 года    | 160 000 | Василий Василенко                         |
| № 719 (Mi #779) |             | «Традиційні головні убори українських жінок»: Очіпок. Полтавщина, ХІХ — поч. ХХ ст. с укр. — «Традиционные головные уборы украинских женщин: - Повойник (Полтавщина, ХІХ — начало XX века)». | 0,70 гривны      | 30 марта 2006 года    | 160 000 | Василий Василенко                         |
| № 720 (Mi #780) |             | «Традиційні головні убори українських жінок»: Хустка на очіпку. Чернігівщина, кінець ХІХ — поч. ХХ ст. с укр. — «Традиционные головные уборы украинских женщин: - Платок на повойнике (Черниговщина, ХІХ — начало XX века)». | 0,70 гривны      | 30 марта 2006 года    | 160 000 | Василий Василенко                         |
| № 721 (Mi #781) |             | «Традиційні головні убори українських жінок»: Вінок. Івано-Франківщина, поч. ХХ ст. с укр. — «Традиционные головные уборы украинских женщин: - Венок (Ивано-Франковщина, начало XX века)». | 0,70 гривны      | 30 марта 2006 года    | 160 000 | Василий Василенко                         |
| № 722 (Mi #782) |             | Серія «Україна — космічна держава»: Міжнародний проект «Коронас-І». с укр. — «Серия „Украина — космическая держава“: - Международный проект „Коронас-І“». | 0,85 гривны      | 12 апреля 2006 года   | 200 000 | Василий Василенко                         |
| № 723 (Mi #783) |             | Серія «Україна — космічна держава»: Зварювання в космосі. с укр. — «Серия „Украина — космическая держава“: - Сварка в космосе». | 0,85 гривны      | 12 апреля 2006 года   | 200 000 | Василий Василенко                         |
| № 724 (Mi #784) |             | Серія «Україна — космічна держава»: Міжнародна вахта комети Галлея. с укр. — «Серия „Украина — космическая держава“: - Международная вахта кометы Галлея». | 0,85 гривны      | 12 апреля 2006 года   | 200 000 | Василий Василенко                         |
| № 725 (Mi #785) № 726 (Mi #786) |             | Блок №24 «Європа 2006. Інтеграція очима молодих людей». с укр. — «Блок „Европа 2006. Интеграция глазами молодых людей“». | 2,50 3,50 гривны | 28 апреля 2006 года   | 30 000  | Т. Романова Светлана Бондарь              |
| № 725 (Mi #785) № 726 (Mi #786) |             | Зчіпка «Європа 2006. Інтеграція очима молодих людей». с укр. — «Сцепка „Европа 2006. Интеграция глазами молодых людей“». | 2,50 3,50 гривны | 28 апреля 2006 года   | 500 000 | Т. Романова Светлана Бондарь              |
| № 729 (Mi #789) |             | «Чемпіонат світу з футболу. Німеччина». с укр. — «Чемпионат мира по футболу. Германия». | 2,50 гривны      | 4 мая 2006 года       | 130 000 | Василий Василенко                         |
| № 730 (Mi #790) |             | «Чемпіонат світу з футболу. Німеччина». с укр. — «Чемпионат мира по футболу. Германия». | 3,50 гривны      | 4 мая 2006 года       | 130 000 | Василий Василенко                         |
| № 731 (Mi #791) |             | «Саміт ГУАМ». с укр. — «Саммит ГУАМ». | 0,70 гривны      | 23 мая 2006 года      | 200 000 | Василий Василенко                         |
| № 732 (Mi #792) |             | Серія «Київ очима художників»: «Борис Тулін. Брама Заборовського. 1987 р.». с укр. — «Серия „Киев глазами художников“: - Брама Заборовского. Борис Тулин, 1987». | 0,70 гривны      | 24 мая 2006 года      | 200 000 | Оксана Тернавская Наталия Андрийченко     |
| № 733 (Mi #793) |             | Серія «Київ очима художників»: «Борис Тулін. Співає Ольга Басистюк. 1987 р.». с укр. — «Серия „Киев глазами художников“: - Поёт Ольга Басистюк. Борис Тулин, 1987». | 0,70 гривны      | 24 мая 2006 года      | 200 000 | Оксана Тернавская Наталия Андрийченко     |
| № 734 (Mi #794) |             | Серія «Київ очима художників»: «Олександр Губарев. Києво-Печерська лавра». с укр. — «Серия „Киев глазами художников“: - Киево-Печерская лавра. Александр Губарев». | 0,70 гривны      | 24 мая 2006 года      | 200 000 | Оксана Тернавская Наталия Андрийченко     |
| № 735 (Mi #795) |             | Серія «Київ очима художників»: «Олександр Губарев. Андріївський узвіз. 1983 р.». с укр. — «Серия „Киев глазами художников“: - Андреевский спуск. Александр Губарев, 1983». | 0,70 гривны      | 24 мая 2006 года      | 200 000 | Оксана Тернавская Наталия Андрийченко     |
| № 736 (Mi #796) № 737 (Mi #797) |             | Блок «750 років з часу заснування міста Львова». с укр. — «Блок „750 лет со дня основания города Львова“». | 0,70 2,50 гривны | 16 июня 2006 года     | 120 000 | Геннадий Клещар                           |
| № 738 (Mi #798) № 739 (Mi #799) № 740 (Mi #800) № 741 (Mi #801) № 742 (Mi #802) |             | Блок «Шацький національний природний парк»: Сорокопуд сірий; Рись звичайна; Вугор річковий європейський; Ропуха очеретяна; Горностай. с укр. — «Блок „Шацкий национальный природный парк“: - Серый сорокопут (Lanius excubitor); - Обыкновенная рысь (Lynx lynx); - Угорь речной европейский (Anguilla anguilla); - Камышовая жаба (Bufo calamita); - Горностай (Mustela erminea)». | 0,70 гривны      | 14 июля 2006 года     | 110 000 | Геннадий Кузнецов                         |
| № 743 (Mi #803) № 744 (Mi #804) № 745 (Mi #805) № 746 (Mi #806) |             | Блок «Козацька Україна»: Іван Богун; Іван Підкова; Іван Гонта; Іван Сірко. с укр. — «Блок „Казацкая Украина“: - Иван Богун; - Иван Подкова; - Иван Гонта; - Иван Серко». | 3,50 гривны      | 18 августа 2006 года  | 110 000 | Владимир Таран Алексей Харук Сергей Харук |
| № 747 (Mi #807) |             | «Іван Франко (1856—1916)». с укр. — «Иван Франко (1856—1916)». | 0,70 гривны      | 27 августа 2006 года  | 200 000 | Василий Василенко                         |
| № 748 (Mi #808) |             | Серія «Локомотивобудування в Україні»: «Паровоз серії ИС». с укр. — «Серия „Локомотивостроение на Украине“: - Паровоз серии ИС». | 0,70 гривны      | 15 сентября 2006 года | 200 000 | Валерий Руденко                           |
| № 749 (Mi #809) |             | Серія «Локомотивобудування в Україні»: «Паровоз серії Л». с укр. — «Серия „Локомотивостроение на Украине“: - Паровоз серии Л». | 0,70 гривны      | 15 сентября 2006 года | 200 000 | Валерий Руденко                           |
| № 750 (Mi #810) |             | Серія «Локомотивобудування в Україні»: «Паровоз серії СО». с укр. — «Серия „Локомотивостроение на Украине“: - Паровоз серии СО». | 0,70 гривны      | 15 сентября 2006 года | 200 000 | Валерий Руденко                           |
| № 751 (Mi #811) |             | Серія «Локомотивобудування в Україні»: «Паровоз серії ФД». с укр. — «Серия „Локомотивостроение на Украине“: - Паровоз серии ФД». | 0,70 гривны      | 15 сентября 2006 года | 200 000 | Валерий Руденко                           |
| № 752 (Mi #812) |             | «X Національна філателістична виставка у Львові». с укр. — «X Национальная филателистическая выставка во Львове». | 0,70 гривны      | 6 октября 2006 года   | 250 000 | Геннадий Клещар                           |
| № 771 (Mi #813) № 772 (Mi #814) № 773 (Mi #815) № 774 (Mi #816) |             | Зчіпка «Історія війська в Україні»: Козак-сірома XVI—XVII ст.; Морські походи XVI—XVIII ст.; Хмельниччина XVII ст.; Гайдамаччина XVIII ст. с укр. — «Сцепка из серии „История войска Украины“: - Казак-беднота XVI—XVII век; - Морские походы XVI—XVIII век; - Хмельниччина XVII век; - Гайдамаччина XVIII век».                                                                    | 0,70 гривны      | 3 ноября 2006 года    | 125 000 | Юрий Логвин                               |
| № 775 (Mi #817) № 776 (Mi #818) № 777 (Mi #819) № 778 (Mi #820) |             | Зчіпка «Коні України»: Виїздка; Перегони; Біги; Жокей. с укр. — «Сцепка „Кони Украины“: - Выездка; - Скачки; - Бега; - Жокей». | 0,70 гривны      | 17 ноября 2006 года   | 250 000 | Василий Василенко                         |
| № 779 (Mi #821) № 780 (Mi #822) |             | Зчіпка «День Святого Миколая»: Діти і янгол; Святий Миколай з янголами. с укр. — «Сцепка „День святого Николая“: - Дети и ангел; - Святой Николай с ангелами». | 0,70 гривны      | 17 ноября 2006 года   | 200 000 | Катерина Штанко                           |
| № 781 (Mi #823) |             | «З Різдвом Христовим!» с укр. — «С Рождеством христовым!» | 0,70 гривны      | 24 ноября 2006 года   | 240 000 | Николай Кочубей                           |
| № 782 (Mi #824) |             | «Т. Чишковський. Площа Фердинанда у Львові. 1840». с укр. — «Т. Чишковский. Площадь Фердинанда во Львове (1840)». | 3,50 гривны      | 1 декабря 2006 года   | 500 000 | Владимир Таран                            |
| № 783 (Mi #825C) № 784 (Mi #826C) № 785 (Mi #827C) № 786 (Mi #828C) № 787 (Mi #829C) № 788 (Mi #830C)                                                                                           |             | Блок № 58: «Український народний одяг». с укр. — «Блок „Украинский народный костюм“». | 0,70 гривны      | 15 декабря 2006 года  | 100 000 | Николай Кочубей                           |
| № 783 (Mi #825) № 784 (Mi #826) |             | Зчіпка «Український народний одяг. Запоріжжя»: Свято Михайла; Перша Пречиста. с укр. — «Сцепка „Украинский народный костюм. Запорожье“: - Михайлов день - Первая Пречистая». | 0,70 гривны      | 15 декабря 2006 года  | 150 000 | Николай Кочубей                           |
| № 785 (Mi #827) № 786 (Mi #828) |             | Зчіпка «Український народний одяг. Херсонщина»: Свято Катерини; Свято Іллі. с укр. — «Сцепка „Украинский народный костюм. Херсонщина“: - День Катерины; - День Ильи». | 0,70 гривны      | 15 декабря 2006 года  | 150 000 | Николай Кочубей                           |
| № 787 (Mi #829) № 788 (Mi #830) |             | Зчіпка «Український народний одяг. Одещина»: Свято Варвари та Сави; Свято Бориса та Гліба. с укр. — «Сцепка „Украинский народный костюм. Одещина“: - День Варвары и Саввы; - День Бориса и Глеба». | 0,70 гривны      | 15 декабря 2006 года  | 150 000 | Николай Кочубей                           |

## Марочный лист: «Пятый и шестой выпуск стандартных марок»
В 2006 году Укрпочта выпустила сувенирный марочный лист стандартных марок независимой Украины пятого (2001—2006) и шестого (2002—2006) выпуска. Стандартные почтовые марки пятого выпуска представлены знаками почтовой оплаты литерным номиналом: «В», «Д», «Е», «C», «N», «Ж», «L», «Є», «Р». Они соответствуют заранее указанному Укрпочтой тарифу на пересылку корреспонденции, а также эквивалентны определённой сумме в гривнях или долларах США, стоимость для продажи последних рассчитывается по курсу НБУ. Стандартные почтовые марки шестого выпуска представлены знаками почтовой оплаты номиналом от 0,10 до 1,00 гривны.
| № по каталогу | Изображение | Описание и источники | Номинал                                                            | Дата выпуска        | Тираж  | Художник                            |
| --- | ----------- | --- | ------------------------------------------------------------------ | ------------------- | ------ | ----------------------------------- |
| № 753 № 754 № 755 № 756 № 757 № 758 № 759 № 760 № 761 № 762 № 763 № 764 № 765 № 766 № 767 № 768 № 769 № 770 (Mi #433С) |             | Сувенірний марковий аркуш (V та VI ст.). с укр. — «Сувенирный марочный лист стандартных марок пятого и шестого выпуска». | B Д E C N Ж L Є Р P 0,05 0,10 0,25 0,30 0,45 0,65 0,70 1,00 гривна | 9 октября 2006 года | 30 000 | Александр Калмыков Светлана Бондарь |
| № 753 (Mi #433С) |             | «Мальви». с укр. — «Мальвы».                                                                                             | B                                                                  | 9 октября 2006 года | 30 000 | Александр Калмыков                  |
| № 754 (Mi #433С) |             | «Чорнобривці». с укр. — «Бархатцы».                                                                                      | Д                                                                  | 9 октября 2006 года | 30 000 | Александр Калмыков                  |
| № 755 (Mi #433С) |             | «Соняшник». с укр. — «Подсолнечник».                                                                                     | E                                                                  | 9 октября 2006 года | 30 000 | Александр Калмыков                  |
| № 756 (Mi #433С) |             | «Бузок». с укр. — «Сирень».                                                                                              | C                                                                  | 9 октября 2006 года | 30 000 | Александр Калмыков                  |
| № 757 (Mi #433С) |             | «Братки». с укр. — «Анютины глазки».                                                                                     | N                                                                  | 9 октября 2006 года | 30 000 | Александр Калмыков                  |
| № 758 (Mi #433С) |             | «Кетяг калини». с укр. — «Гроздь калины».                                                                                | Ж                                                                  | 9 октября 2006 года | 30 000 | Александр Калмыков                  |
| № 759 (Mi #433С) |             | «Шипшина». с укр. — «Шиповник».                                                                                          | L                                                                  | 9 октября 2006 года | 30 000 | Александр Калмыков                  |
| № 760 (Mi #433С) |             | «Колоски пшениці». с укр. — «Колосья пшеницы».                                                                           | Є                                                                  | 9 октября 2006 года | 30 000 | Александр Калмыков                  |
| № 761 (Mi #433С) |             | «Тризуб на фоні неба». с укр. — «Трезубец на фоне неба».                                                                 | P                                                                  | 9 октября 2006 года | 30 000 | Александр Калмыков                  |
| № 762 (Mi #433С) |             | «Малий державний герб України». с укр. — «Малый государственный герб Украины».                                           | P                                                                  | 9 октября 2006 года | 30 000 | Александр Калмыков                  |
| № 763 (Mi #433С) |             | «Барвінок». с укр. — «Барвинок».                                                                                         | 0,05 гривны                                                        | 9 октября 2006 года | 30 000 | Александр Калмыков                  |
| № 764 (Mi #433С) |             | «Мальви». с укр. — «Мальва».                                                                                             | 0,10 гривны                                                        | 9 октября 2006 года | 30 000 | Александр Калмыков                  |
| № 765 (Mi #433С) |             | «Настурція». с укр. — «Настурция».                                                                                       | 0,25 гривны                                                        | 9 октября 2006 года | 30 000 | Александр Калмыков                  |
| № 766 (Mi #433С) |             | «Чорнобривці». с укр. — «Бархатцы».                                                                                      | 0,30 гривны                                                        | 9 октября 2006 года | 30 000 | Александр Калмыков                  |
| № 767 (Mi #433С) |             | «Волошки». с укр. — «Василёк синий».                                                                                     | 0,45 гривны                                                        | 9 октября 2006 года | 30 000 | Александр Калмыков                  |
| № 768 (Mi #433С) |             | «Горошок запашний». с укр. — «Душистый горошек».                                                                         | 0,65 гривны                                                        | 9 октября 2006 года | 30 000 | Александр Калмыков                  |
| № 769 (Mi #433С) |             | «Біле латаття». с укр. — «Водяная лилия».                                                                                | 0,70 гривны                                                        | 9 октября 2006 года | 30 000 | Александр Калмыков                  |
| № 770 (Mi #433С) |             | «Мак». с укр. — «Мак».                                                                                                   | 1,00 гривна                                                        | 9 октября 2006 года | 30 000 | Александр Калмыков                  |

## Комментарии
1. ↑  Коммеморативные марки — обобщённое название специальных художественных (памятных, юбилейных и других) почтовых марок. Для упрощения терминологии в случаях, когда требуется лишь подчеркнуть, что данная марка не является общеупотребляемой (то есть стандартной), под термином «коммеморативная марка» подразумевают, кроме перечисленных выше, также тематические (рисунки которых, посвящены определённой теме коллекционирования) марки. Также все упомянутые марки, объединённые термином «коммеморативная», имеют общую черту: как правило, такие марки изготовляются на высоком полиграфическом уровне[3].
2. ↑  Ниже приведён перечень памятных художественных марок (с возможностью сортировки по номиналу, тиражу и дате введения в обращение).
3. 1 2  Литерный номинал «B» эквивалентен 0,10 грн (курсовая стоимость марки приведена по данным Укрпочты на 28 февраля 2018 года)[49].
4. 1 2  Литерный номинал «Д» эквивалентен 0,30 грн (курсовая стоимость марки приведена по данным Укрпочты на 28 февраля 2018 года)[49].
5. 1 2  Литерный номинал «E» эквивалентен 0,70 грн (курсовая стоимость марки приведена по данным Укрпочты на 28 февраля 2018 года)[49].
6. 1 2  Литерный номинал «C» эквивалентен $ 0,70[49].
7. 1 2  Литерный номинал «N» соответствует тарифу на пересылку простого почтового отправления, массой до 20 грамм за пределы Украины наземным транспортом[48]. Литерный номинал «N» эквивалентен $ 0,60[49].
8. 1 2  Литерный номинал «Ж» эквивалентен $ 1,00[49].
9. 1 2  Литерный номинал «L» соответствует тарифу на пересылку приоритетного простого почтового отправления, массой до 20 грамм в пределах Украины[48]. Литерный номинал «L» эквивалентен 5,20 грн (курсовая стоимость марки приведена по данным Укрпочты на 28 февраля 2018 года)[49].
10. 1 2  Литерный номинал «Є» эквивалентен $ 0,70[49].
11. 1 2 3 4  Литерный номинал «P» эквивалентен $ 2,00[49].
12. ↑  Дизайнер сувенирного марочного листа[46]
13. ↑  По рисунку марки № 377 (по каталогу Укрпочты)[46]
14. ↑  По рисунку марки № 373 (по каталогу Укрпочты)[46]
15. ↑  По рисунку марки № 374 (по каталогу Укрпочты)[46]
16. ↑  По рисунку марки № 454 (по каталогу Укрпочты)[46]
17. ↑  По рисунку марки № 699 (по каталогу Укрпочты)[46]
18. ↑  По рисунку марки № 375 (по каталогу Укрпочты)[46]
19. ↑  По рисунку марки № 695 (по каталогу Укрпочты)[46]
20. ↑  По рисунку марки № 376 (по каталогу Укрпочты)[46]
21. ↑  По рисунку марки № 378 (по каталогу Укрпочты)[46]
22. ↑  Изменённый дизайн[en] марки № 378 («Трезубец на фоне неба»), выпущенной в обращение Укрпочтой 1 апреля 2001 года: на марке № 691 изображён малый государственный герб Украины.
23. ↑  По рисунку марки № 691 (по каталогу Укрпочты)[46]
24. ↑  По рисунку марки № 429 (по каталогу Укрпочты)[46]
25. ↑  По рисунку марки № 437 (по каталогу Укрпочты)[46]
26. ↑  По рисунку марки № 678 (по каталогу Укрпочты)[46]
27. ↑  По рисунку марки № 442 (по каталогу Укрпочты)[46]
28. ↑  По рисунку марки № 470 (по каталогу Укрпочты)[46]
29. ↑  По рисунку марки № 527 (по каталогу Укрпочты)[46]
30. ↑  По рисунку марки № 679 (по каталогу Укрпочты)[46]
31. ↑  По рисунку марки № 634 (по каталогу Укрпочты)[46]